# Brosza z Meldorf

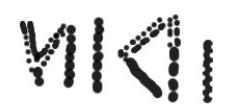
Inskrypcja na broszy

Brosza z Meldorf – wykonana z brązu fibula, uważana za najstarszy znany zabytek pisma runicznego. Odkryta została przypadkiem w 1979 roku przez Michaela Gebühra w magazynach muzeum w Meldorf w północnych Niemczech. Dokładne pochodzenie zabytku nie jest znane. Brosza datowana jest na I połowę I wieku n.e.
Powierzchnia broszy pokryta jest zagadkową inskrypcją, przez część badaczy interpretowaną jako forma łacińskiej majuskuły, powszechnie uważaną jednak za przykład pisma protorunicznego. Czytany jako inskrypcja runiczna daje od prawej do lewej wynik iþih/iwih, a od lewej do prawej hiþi/hiwi. Forma hiwi oznacza tyle co „matce rodziny”. Z kolei odczytywany jako pismo łacińskie napis daje zapisaną od prawej do lewej formułę idin – „dla Idy” ew. „Odyn”.